# Адорян
Адоря́н (Надрлян, серб. Адорјан) — село в Сербії, належить до громади Каніжа Північно-Банатського округу автономного краю Воєводина.
Село розташоване на правому березі річки Тиса, на південь від містечка Каніжа. Село є одним з найстаріших поселень Бачки, воно згадується з 1198 року.

## Населення
Населення села становить 1 128 осіб (2002, перепис), з них:
- угорці — 77,9%
- румуни — 16,9%
- цигани — 5,1%,

живуть також серби, українці, слов'яни-мусульмани та югослави.